# Miami Gardens
Miami Gardens – miasto w Stanach Zjednoczonych, w stanie Floryda, w hrabstwie Miami-Dade. Według spisu w 2020 roku liczy 111,6 tys. mieszkańców. Należy do obszaru metropolitalnego Miami i leży 25 km na północ od centrum Miami. Jest największym miastem z większością Afroamerykanów na Florydzie.

## Demografia
Według danych pięcioletnich z 2020 roku, 69,6% mieszkańców stanowiła ludność czarna lub Afroamerykanie, 21,7% ludność biała (2,5%, nie licząc Latynosów), 4,3% miało rasę mieszaną, 0,68% to Azjaci, 0,15% to rdzenna ludność Ameryki, 0,01% to Hawajczycy i mieszkańcy innych wysp Pacyfiku. Latynosi stanowią 28,3% ludności miasta.
Poza osobami pochodzenia afroamerykańskiego, do największych grup należą osoby pochodzenia kubańskiego (13,1%), haitańskiego (8,3%), jamajskiego (7,9%) i „amerykańskiego” (7,5%).